# Diego Henrique Costa Barbosa
Diego Henrique Costa Barbosa, noto semplicemente come Diego (Campo Grande, 21 luglio 1999), è un calciatore brasiliano, difensore del Krasnodar.

## Caratteristiche tecniche
È un difensore centrale.

## Carriera
Cresciuto nel settore giovanile del San Paolo, ha esordito in prima squadra l'8 dicembre 2019 disputando l'incontro di Série A vinto 2-1 contro il CSA.

## Palmarès

### Club

#### Competizioni nazionali
- Coppa del Brasile: 1

São Paulo: 2023
- Supercoppa del Brasile: 1

São Paulo: 2024
- Campionato russo: 1

Krasnodar: 2024-2025

#### Competizioni statali
- Campionato paulista: 1

San Paolo: 2021